# Ostap Steckiw
Ostap Steckiw (Leopoli, 13 marzo 1924 – Toronto, 13 aprile 2001) è stato un calciatore e allenatore di calcio polacco naturalizzato canadese, di ruolo attaccante e centrocampista.

## Biografia
Nato a Leopoli nel 1924, era di etnia ucraina, nel 1951 emigrò in Canada con la moglie.

## Caratteristiche tecniche
Era una mezz'ala sinistra e durante gli anni '50 del XX secolo fu considerato uno dei più forti nel ruolo attivi in Canada in quel periodo.

## Carriera

### Calciatore

#### Club
Si formò in patria nell'Ukraina Lwów e durante la seconda guerra mondiale giunse a militare nella prima squadra. Dopo la guerra è a Salisburgo, Austria, nell'Ukraina Salisburgo. Nel gennaio 1947 viene ingaggiato dai tedeschi del KFC Phönix e dopo un ulteriore breve passaggio all'Olympic Charleroi in Belgio, nel 1948 passa ai francesi del Nizza.
Con i nizzardi esordisce nella massima serie transalpina, ottenendo settimo posto nella Division 1 1948-1949. L'anno seguente passa a stagione in corso ai cadetti del Valenciennes, ottenendo il sesto posto nella Division 2 1949-1950. La stagione seguente passa all'Olympique Lione, con cui vince il campionato cadetto, ottenendo la promozione nella massima serie.
Nel luglio 1951 Steckiw emigra in Canada, trovando ingaggio nel Toronto Ukraina, squadra espressione della minoranza ucraina di Toronto, militante nella NSL. Dal 1951 al 1955 vince con la sua squadra due tornei NSL.
Nel 1955 si trasferisce negli Stati Uniti d'America per giocare nei Rochester Ukrainians, con cui raggiunge la finale della National Amateur Cup.
Tornato in Canada vince con i Montréal Ukraina il Challenge Trophy nel 1957.
Dal 1958 ritorna ai Toronto Ukraina nelle vesti di allenatore-giocatore, vincendo la National Soccer League 1961.

#### Nazionale
Naturalizzato canadese, ha giocato il 6 luglio 1957 un incontro nella nazionale Canucks valido per le qualificazioni al campionato mondiale di calcio 1958, segnando anche una rete contro gli Stati Uniti.

### Allenatore
Nel 1956 allena il Tridents, che guida sino alle semifinali per il titolo della National Soccer League 1956.
Chiusa la carriera agonistica, nella stagione 1962 è alla guida del Toronto Roma, squadra esordiente nella lega professionista della Eastern Canada Professional Soccer League, con cui vince la stagione regolare ma perde nelle semifinali playoff contro i futuri campioni del Toronto Italia.
Dopo essere tornato al Toronto Ukraina, ritorna al Roma, ora Inter-Roma, per la ECPSL 1963, lasciando l'incarico nel luglio 1963. Nel 1964 guida il Toronto Hakoah.
Nella stagione 1966 torna all'Inter-Roma per sostituire Alex Perolli, con cui si aggiudica i playoff per il titolo.

## Statistiche
| Cronologia completa delle presenze e delle reti in nazionale ― Canada | Cronologia completa delle presenze e delle reti in nazionale ― Canada | Cronologia completa delle presenze e delle reti in nazionale ― Canada | Cronologia completa delle presenze e delle reti in nazionale ― Canada | Cronologia completa delle presenze e delle reti in nazionale ― Canada | Cronologia completa delle presenze e delle reti in nazionale ― Canada | Cronologia completa delle presenze e delle reti in nazionale ― Canada | Cronologia completa delle presenze e delle reti in nazionale ― Canada |
| Data                                                                  | Città                                                                 | In casa                                                               | Risultato                                                             | Ospiti                                                                | Competizione                                                          | Reti                                                                  | Note                                                                  |
| --------------------------------------------------------------------- | --------------------------------------------------------------------- | --------------------------------------------------------------------- | --------------------------------------------------------------------- | --------------------------------------------------------------------- | --------------------------------------------------------------------- | --------------------------------------------------------------------- | --------------------------------------------------------------------- |
| 6-7-1957                                                              | Saint Louis                                                           | Stati Uniti                                                           | 2 – 3                                                                 | Canada                                                                | Qual. Mondiali 1958                                                   | 1                                                                     |                                                                       |
| Totale                                                                |                                                                       | Presenze                                                              | 1                                                                     |                                                                       | Reti                                                                  | 1                                                                     |                                                                       |

## Palmarès

### Calciatore
- Division 2: 1

Olympique Lione: 1950-1951
- NSL: 3

Toronto Ukraina: 1951, 1955, 1961
- Challenge Trophy: 1

Montreal Ukrainians: 1957

### Allenatore
- ECPSL: 1

Toronto Inter-Roma: 1966